# Nicole Robert
Nicole Robert (Tangeri, 5 giugno 1939) è un'ex cestista francese.

## Carriera
Con la Francia ha disputato i Campionati del mondo del 1964 e tre edizioni dei Campionati europei (1962, 1964, 1966).